# Bivacco Andreotti
Il bivacco Andreotti è un bivacco posto ai piedi della parete sud del Monviso, sotto il ghiacciaio Sella, nel Comune di Pontechianale (CN). È dedicato a Lino Andreotti, alpinista, sindaco di Savigliano e fondatore dello Sci Club Savigliano.
Il suo scopo principale è quello di fungere da punto di appoggio in casi di emergenza per le squadre del CNSAS; per questo motivo, è opportuno utilizzare il bivacco solo in caso di reale necessità e/o emergenza.

## Storia
Il bivacco fu realizzato dallo Sci Club Savigliano ed inaugurato nel 1981; fin dall'inizio è stato dedicato a Lino Andreotti. Nel 2004 è stato ristrutturato su iniziativa dello Sci Club e del Cai Savigliano, che si occupa della manutenzione. In particolare vennero sostituite le brande e i materassi e venne rinforzato il rivestimento interno. Nel gennaio 2012 una scarica di pietre lo ha colpito danneggiando il tetto e la parete esposta a valle. Nel giugno 2012, dopo un sopralluogo, è stato dichiarato inagibile da Cai e Sci Club Savigliano. A inizio settembre 2014 sono stati effettuati da una squadra di 9 volontari del Cai e Sci Club i lavori di ristrutturazione che hanno rimesso in sicurezza il bivacco e lo hanno reso nuovamente agibile.

## Caratteristiche
Si tratta di una piccola costruzione metallica, poggiante su una piattaforma pure metallica posizionata su alcune rocce alla base della parete sud del Monviso. La struttura è aperta tutto l'anno; dispone di 6 posti letto in brande metalliche. Non dispone di impianto elettrico; l'acqua è reperibile dal vicino ghiacciaio Sella.
Il bivacco è nato per essere utilizzato come struttura di emergenza in caso di maltempo o qualora si venga sorpresi dalla notte sulla via del ritorno, nonché come punto di appoggio per il soccorso alpino: l'utilizzo come base di appoggio "logistica" per l'ascensione al Monviso od al Viso di Vallanta è vietata.

## Accessi
Si può accedere al bivacco sia dalla valle Varaita che dalla Valle Po.
Per accedere dalla valle Varaita, si parte da Castello, risalendo il Vallone di Vallanta fino alle Grange Gheit; qui si piega a destra e si raggiunge il bivacco Boarelli, o direttamente attraverso la gola delle Forciolline con il sentiero Ezio Nicoli, oppure risalendo al Bivacco Berardo per poi traversare alle spalle della  guglia delle Forciolline. Dal Bivacco Boarelli (che può fungere da punto di appoggio) si risale il vallone verso est, a mezza costa, con alcuni passaggi esposti (tratto attrezzato); si piega quindi a nord, lasciando a destra il passo delle Sagnette, fino ad incontrare il sentiero che arriva dal rifugio Quintino Sella al Monviso. Si prosegue quindi a mezza costa in direzione NO fino alla base della morena terminale del  ghiacciaio del Viso, che si risale al centro. Si risale il successivo pendio detritico che si incontra a destra, fino alla base di una bastionata rocciosa; qui si volge a destra e, seguendo tracce di sentiero, si arriva al bivacco (circa 1.30 h dal bivacco Boarelli).
Per accedere dalla Valle Po, si può utilizzare il rifugio Quintino Sella al Monviso come punto di appoggio. Da qui, seguendo il sentiero indicato, si risale il canalone che porta al passo delle Sagnette, sul suo fondo oppure per cenge laterali (via delle Guide - tratto attrezzato). Giunti al passo, si piega a nord e si scende leggermente, poi si prosegue a mezza costa circa in piano fino ad incontrare il sentiero che arriva dalla Valle Varaita; da qui l'itinerario coincide con quello precedente.

## Ascensioni
- Monviso (3841 m) lungo la sua via normale
- Viso di Vallanta (3781 m) lungo la via normale.

## Traversate
- Bivacco Boarelli (2810 m)
- Bivacco Berardo (2735 m)
- Rifugio Quintino Sella al Monviso (2630 m) attraverso il Passo delle Sagnette